# Hōjō Ujitsuna
Hōjō Ujitsuna (北条氏綱 ?, 1487-10 août 1541) était le fils de Hōjō Sōun, fondateur du clan Go-Hōjō. Il a poursuivi la quête de son père pour prendre le contrôle de la région de Kantō (zone centrale, aujourd'hui dominé par la ville de Tōkyō.
En 1524, Ujitsuna prit le château d'Edo, qui était contrôlé par Uesugi Tomooki, marquant ainsi le début d'une longue opposition entre les Hōjō et le clan Uesugi. Deux années plus tard, Uesugi attaquait et incendiait Kamakura, qui fut une immense perte symboliquement pour les Hōjō, parce que plus tôt auparavant le clan Hōjō dont ils prirent leur nom est tombé dans le siège de Kamakura en 1333.
Les Uesugi attaquèrent à nouveau en 1535 alors que Ujitsuna était absent de la lutte contre le clan Takeda, cependant Ujitsuna revint et vainquit Uesugi Tomooki, récupérant ses terres. Lorsque Uesugi Tomooki mourut deux années plus tard, Ujitsuna profita de l'occasion pour saisir le château de Kawagoe et de contrôler la région de Kantō.
Ujitsuna remporte la bataille de Kōnodai, sécurisant la province de Shimōsa pour Hōjō. Au cours des prochaines années avant sa mort en 1541, Ujitsuna supervisa la reconstruction de Kamakura, ce qui en fait un symbole de la puissance croissante de Hōjō, avec le château d'Odawara et le château d'Edo. Il a succédé à la tête du clan Hōjō et du seigneur de Odawara par son fils Hōjō Ujiyasu.

## Source de la traduction
- (en) Cet article est partiellement ou en totalité issu de l’article de Wikipédia en anglais intitulé « Hōjō Ujitsuna » (voir la liste des auteurs).